# Пасквини, Аличе

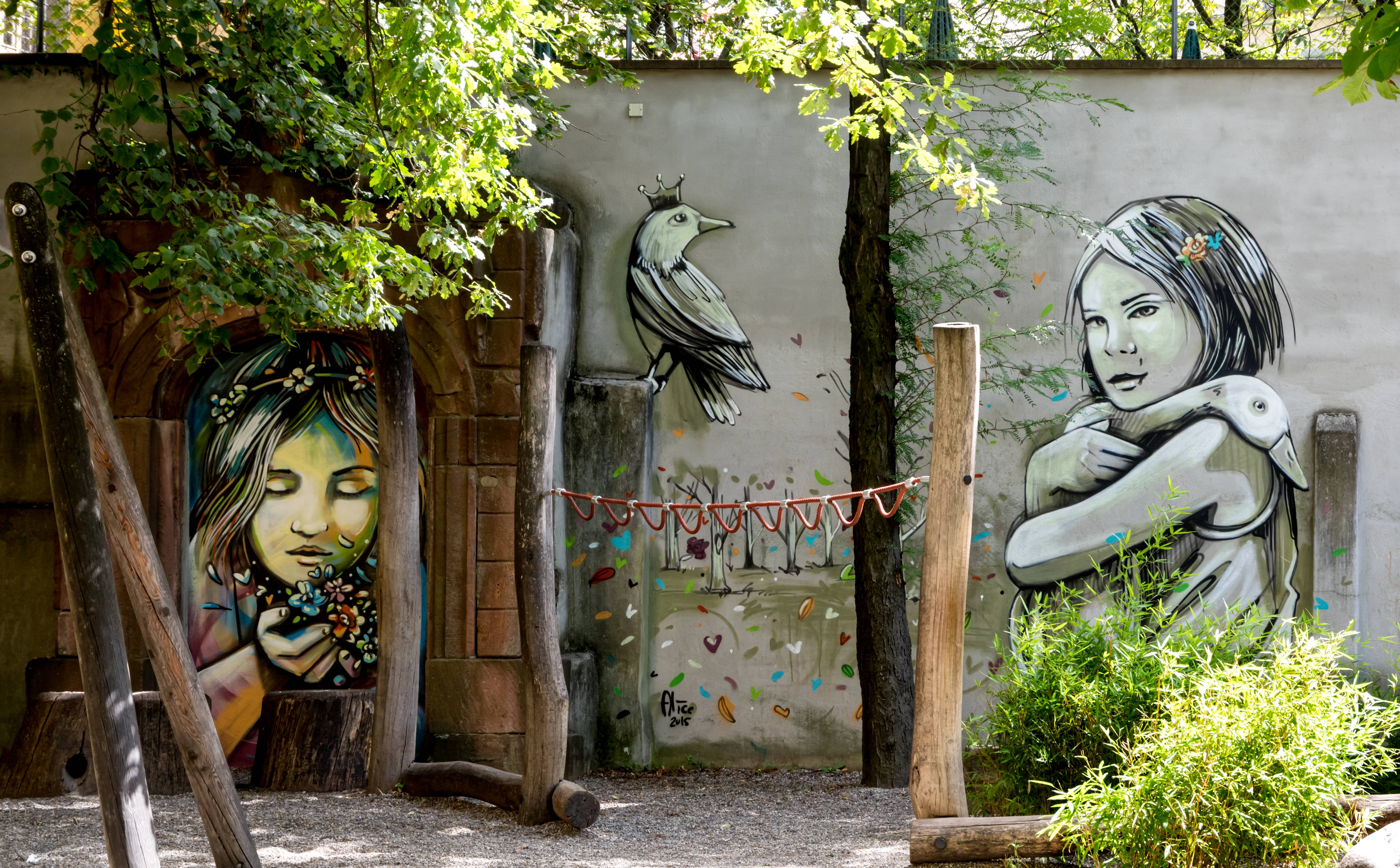
Мурал Аличе Пасквини во Фрайбурге-им-Брайсгау, 2015 г.

Али́че Паскви́ни (итал. Alice Pasquini; род. 1980, Рим) — итальянская стрит-арт художница, сценограф и иллюстратор. Известная во всём мире, её кладочные работы присутствуют в крупных европейских и мировых столицах.

## Биография
Родилась в 1980 году в Риме. Изучала искусство в Европе. Окончила Академию изящных искусств в Риме. В 2004 году получила степень магистра искусств в области художественной критики в мадридском университете Комплутенсе. Позже окончила школу анимации Ars в Мадриде.
Основала небольшую мастерскую в квартале Сан-Лоренцо, районе художников Рима.
В 2013 году создала серию работ для Капитолийских музеев в Риме, а также для Галереи современного искусства в Гаете.
В 2015 году сотрудничала с Департаментом туризма и культуры, Юридическим департаментом Рима по проекту 3D Under-Layers в Остии. 
В 2015 году участвовала в мероприятиях «Давайте дадим голос тишине», по случаю Международного дня борьбы за ликвидацию насилия в отношении женщин, в Террачине. На дюжине электрических кабин ENEL, расположенных в различных чувствительных районах города, были нарисованы художницей женские персонажи с тегом 25 ноября. 
Кроме Рима её работы находятся в Берлине и Лондоне.
Среди итальянских уличных художников Аличе Пасквини — одна из немногих, кто решил отказаться от анонимности и использовать своё имя.

## Работы
- Мурал на детской площадке на Аугустинерплац во Фрайбурге-им-Брайсгау[5].